# وودبین، نیوجرسی
وودبین (به انگلیسی: Woodbine) شهری در ایالت نیوجرسی کشور ایالات متحده آمریکا است که جمعیت آن در سرشماری سال ۲۰۱۰ میلادی، ۲٬۴۷۲ نفر بوده‌است.